# Villers-Carbonnel
Villers-Carbonnel – miejscowość i gmina we Francji, w regionie Hauts-de-France, w departamencie Somma.
Według danych na rok 2011 gminę zamieszkiwały 323 osoby, a gęstość zaludnienia wynosiła 42 osoby/km² (wśród 2293 gmin Pikardii Villers-Carbonnel plasuje się na 727. miejscu pod względem liczby ludności, natomiast pod względem powierzchni na miejscu 642.).